# Wang Yimei
Wang Yimei (em chinês: 王一梅, pinyin: Wáng Yīméi; Dalian, 11 de janeiro de 1988) é uma jogadora de voleibol chinesa. Ela vive em Liaoning.
Com sua força, altura e peso superiores, Wang Yimei tornou-se uma importante atacante para a Seleção Chinesa de Voleibol Feminino. Desde que chegou à seleção, a jovem atleta tem feito progressos fisicamente e mentalmente. Ela conquistou o bronze nos Jogos Olímpicos de Verão de 2008.

## Premiações

### Individuais
- "Maior Pontuadora do Torneio de Montreux de 2008
- "Most valuable player" do Campeonato Asiático Júnior de Voleibol de 2003

### Seleção Nacional
- 2005 Final da Copa dos Campeões: Terceiro lugar
- 2005 Switzerland Women's Volleyball Elite Match: Segundo lugar

### Clubes
- 2005 Finais do Grand Prix de Voleibol Feminino: Terceiro lugar
- 2006 Switzerland Women's Volleyball Elite Match: Segundo lugar

## Clubes
| temporada         | clube                | pts |
| De 2003 - de 2004 | Liaoning Vôlei       |     |
| De 2004 - de 2005 | Liaoning Vôlei       |     |
| De 2005 - de 2006 | Liaoning Vôlei       |     |
| De 2006 - 2007    | Liaoning Vôlei       |     |
| 2007 - 2008       | Liaoning Vôlei       |     |
| 2008 - 2009       | Liaoning Vôlei       |     |
| 2009 - 2010       | Liaoning Vôlei       |     |
| 2010 - 2011       | Liaoning Vôlei       |     |
| 2011 - 2012       | Liaoning Vôlei       |     |
| 2012 - 2013       | Liaoning Vôlei       |     |
| 2013 - 2014       | Eczacibasi Vitra     |     |
| 2014 - 2015       | İdmanocağı           |     |
| 2015 - 2016       | Liaoning Vôlei       |     |
| 2016 - 2016       | Jakarta Elektrik PLN |     |
| 2016 - 2017       | Liaoning Vôlei       |     |